# Melampsorowate
Melampsorowate (Melampsoraceae Dietel) – rodzina grzybów z rzędu rdzowców (Pucciniales).

## Systematyka i nazewnictwo
Pozycja w klasyfikacji według Index Fungorum: Pucciniales, Incertae sedis, Pucciniomycetes, Pucciniomycotina, Basidiomycota, Fungi.
Jest to takson monotypowy, zawierający jeden rodzaj – Melampsora Castagne 1843. Jego synonimy: Chnoopsora Dietel, Mesopsora Dietel, Necium Arthur, Podocystis Fr., Podosporium Lév.

## Cykl rozwojowy
Grzyby mikroskopijne będące pasożytami obligatoryjnymi wielu gatunków roślin. Wywołują choroby zwane rdzą (np. rdza topoli). Są to pasożyty dwudomowe, tzn, że ich pełny cykl rozwojowy odbywa się na dwóch gatunkach roślin, oraz pełnocyklowe, tzn, że w czasie rozwoju wytwarzają wszystkie 5 rodzajów typowych dla rdzowców zarodników. Pierwszym objawem rdzy wywołanej przez grzyby z rodzaju Melampsora są żółtawe plamy powstające na spodniej stronie liścia wzdłuż nerwu. Są to uredinia wypełnione urediniosporami. W czasie sezonu wegetacyjnego tworzy się kilka pokoleń urediniospor, które rozprzestrzeniają chorobę. Późnym latem i do połowy jesieni pojawiają się telia, w których powstają teliospory zimujące na opadłych liściach. Wiosną kiełkują tworząc podstawki, na których wytwarzane są zarodniki płciowe – bazydiospory. Przenoszone przez wiatr dokonują infekcji na drugim gatunku żywiciela. Na żywicielu tym rozwijają się z nich spermogonia i ecja wytwarzające ecjospory. Te ostatnie roznoszone przez wiatr przenoszą się na pierwszego żywiciela, na którym wytwarzane są uredia i telia.

## Gatunki występujące w Polsce
- Melampsora allii-populina Kleb. 1902
- Melampsora allii-fragilis Kleb. 1901
- Melampsora amygdalinae Kleb. 1900
- Melampsora caprearum Thüm. 1879
- Melampsora epitea Thüm. 1879
- Melampsora euphorbiae (Ficinus & C. Schub.) Castagne 1843
- Melampsora hirculi Lindr. 1902
- Melampsora hypericorum (DC.) J. Schröt. 1871
- Melampsora laricis-pentandrae Kleb. 1897
- Melampsora laricis-populina Kleb. 1902
- Melampsora laricis-tremulae Kleb. 1897
- Melampsora lini (Ehrenb.) Thüm. 1878
- Melampsora magnusiana G.H. Wagner 1896
- Melampsora medusae Thüm. 1878
- Melampsora populnea (Pers.) P. Karst. 1878
- Melampsora ribesii-viminalis Kleb. 1900
- Melampsora salicis-albae Kleb. 1901
- Melampsora vernalis Niessl 1881

Nazwy naukowe na podstawie Index Fungorum. Wykaz gatunków według W. Mułenki i in.